# リチャード・アトウッド
リチャード・"ディッキー"・アトウッド （Richard "Dickie" Attwood、1940年4月4日 - ）は、イングランドのウルヴァーハンプトン出身の元レーシングドライバーである。アトウッドは、BRM、ロータス、クーパーからF1に参戦した。F1キャリアでは、表彰台に1度立ち、11ポイントを獲得した。アトウッドはスポーツカーレースでも成功を収め、ポルシェ・917をドライブして1970年のル・マン24時間レースで勝利を挙げた。

## 初期の経歴
アトウッドは見習いとしてスポーツカーメーカーのジャガーに入った。1960年にはトライアンフ・TR3でレースを始めた。1961年にアトウッドはミッドランズレーシングパートナーシップ (MRP) チームに加入してクラブレースのフォーミュラ・ジュニア (FJ) レースに参戦を開始し、1962年の終わりまでこれを続けた。1963年にこのチームは国際的な舞台へと活動の場を広げると、アトウッドはモナコグランプリのFJのサポートレースにローラ・MK5で勝利し注目を浴びた。シーズンを通じての他の活躍もあり、アトウッドはGrovewood Award（自動車のライターの投票により選出される、イギリス人の有望な若手に与えられる賞）を獲得した。
この成功を背景に、MRPは1964年にF2クラスにステップアップした。アトウッドはウィーンで優勝し、ポーグランプリ、アイフェルレンネン、アルビグランプリで2位に入った。この当時はトップレベルのグランプリドライバーもf2に並行参戦していた。ポーでは、実にフルワークスのロータスに乗るF1世界チャンピオンのジム・クラークに負けただけだった。

## F1とその他フォーミュラカーシリーズ
アトウッドのF2でのパフォーマンスによりBRMの経営者、アルフレッド・オーウェンはアトウッドにワークスF1チームのシートを提供した。アトウッドのBRMからの初の出走は、グッドウッドで開催された非選手権レース、"News of the World Trophy"だった。このレースでアトウッドはBRM・P57で4位となったが、これはコーリン・チャップマン率いるロータスの車両以外では、優勝車と同一周回でフィニッシュした唯一の車両だった。アトウッドの2度目の出走は1964年イギリスグランプリで、実験的な四輪駆動車、P67をドライブした。この四輪駆動車プロジェクトのテストドライバーのアトウッドは、この重量過多のマシンで決勝に駒を進めることに成功し、最後尾ではあったがグリッドを獲得した。しかしながら、P67は基本的にテスト用のものであるため、BRMは決勝を前に出走を取り消した。
アトウッドはティム・パーネルと、パーネルのチームであるレッグ・パーネルレーシングのロータス・25を1965年シーズンにドライブする契約を結んだ。25はかつては一流のマシンだったが、アトウッドにとっては、1965年にはすでにベストのマシンではなくなっていた。また、搭載されたBRMエンジンも完全に競争力が欠けていた。マシンの信頼性は高かったが、シーズン全体でのポイント獲得は2度の6位だけだった。

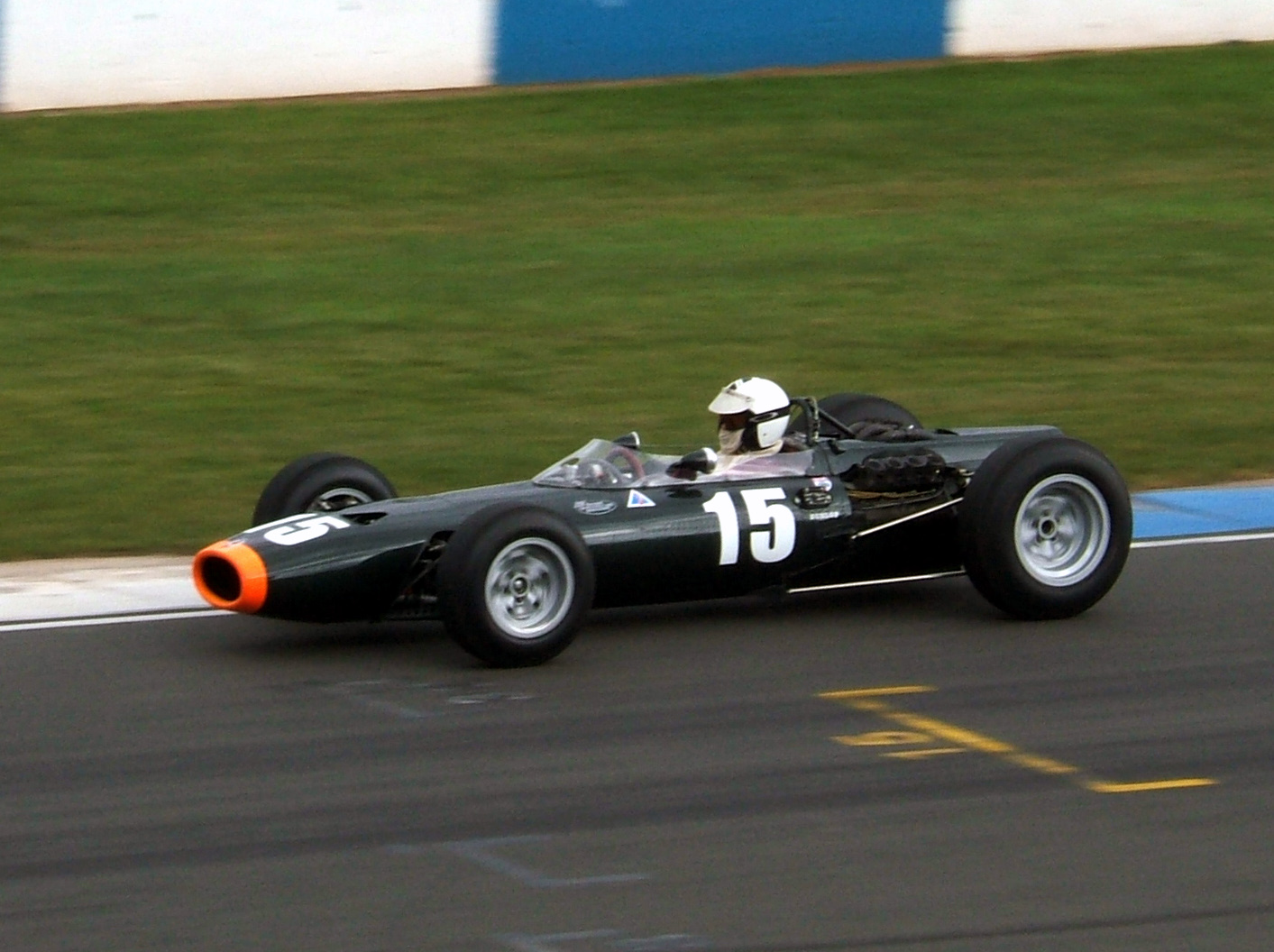
F1マシンBRM・P261をドライブするアトウッド。エンジンキャパシティ以外はアトウッドが1966年と1967年にタスマンシリーズでドライブしたものと同一。

1966年、アトウッドはBRMのタスマンシリーズチームの一員としてオーストラリアとニュージーランドに向かった。タスマンでのアトウッドのパフォーマンスは、ニュージーランドのレビンでの勝利を含めて有望なものでだったが、それにもかかわらず –1965年のF1での失望的なパフォーマンスが原因かも知れないが– アトウッドは1966年から1967年にかけてはF1のレギュラーシートを得ることはできなかった。この間にアトウッドが出走したのはクーパーのレギュラードライバーペドロ・ロドリゲスの代わりに参戦した1967年カナダグランプリだけで、このレースではクーパー・マセラティを10位でゴールさせた。1966年はF2に参戦し、ローマグランプリで勝利を挙げたほか、ポーでは同地で2度目となる2位を獲得した。しかし、1967年にはスポーツカーレースに注力した。
1968年のインディ500でマイク・スペンスが不慮の死を遂げると、アトウッドは運営者がパーネルに変わっていたBRMワークスチームに再加入し、スペンスの空いたシートに収まった。BRMに戻っての最初のレースはアトウッドにとっての最高のレースだったかも知れない。アトウッドは1968年モナコグランプリでファステストラップを記録し、グラハム・ヒルのワークスロータスに次ぐ2位を獲得した。しかしその後の成績は下降線を辿り、シーズンの最終4戦を残しアトウッドはボビー・アンサーと交代させられた。
常にモナコを得意としていたアトウッドは、そのモナコで最後のF1レースをスタートした。コーリン・チャップマンは負傷したヨッヘン・リントの代わりにアトウッドにロータス・49Bをドライブさせ、アトウッドは4位を獲得した。これがアトウッドにとって最後のF1ドライブとなったが、フランク・ウィリアムズのチーム（フランク・ウィリアムズ・レーシングカーズ）からブラバムのF2マシンで1969年ドイツグランプリに参戦した。そのレースを総合6位でフィニッシュし、F2クラスでは2位となった。

## スポーツカーレース

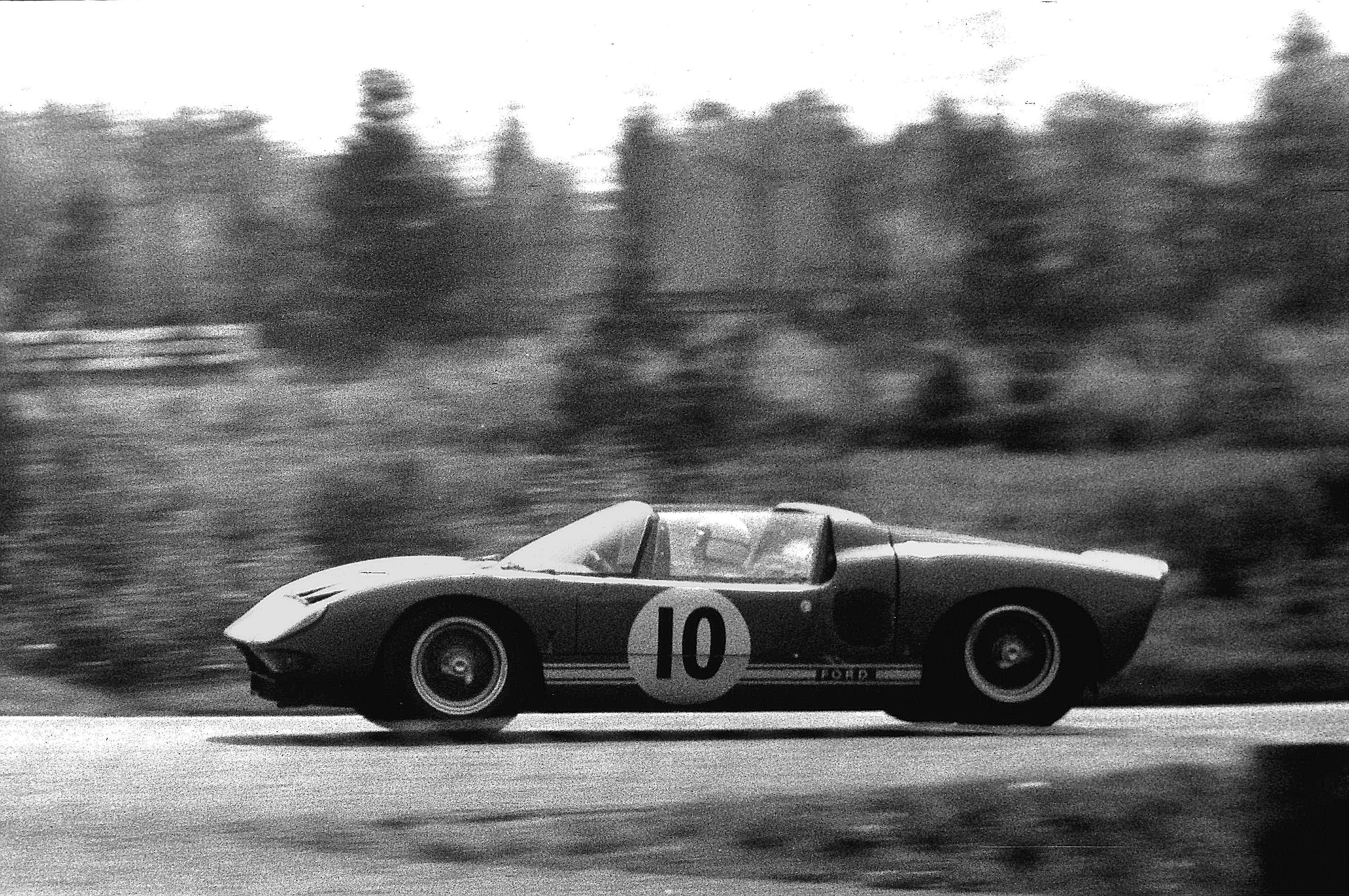
ニュルブルクリンクでオープン仕様のフォード・GT40をドライブするアトウッド（1965年）

1964年にアトウッドはF1でのキャリアをスタートさせたが、フォードのGTプロトタイプのプロジェクトチームから同時期に接触を受け、後にフォード・GT40を開発に参加した。アトウッドはこの象徴的なレーシングカーの最初のドライバーの一人となり、ジョー・シュレッサーとマシンをシェアして1964年のル・マン24時間レースに出走したが、マシンから出火したためにレースをリタイヤした。アトウッドの主要な国際的スポーツカーレースでの初優勝は南アフリカで開催された1964年のランド9時間レースで、デビッド・パイパーのフェラーリ・P2でのものだった。
アトウッドはレーシングドライバーとして、デビッド・パイパーと長く続く関係を持った。アトウッドは以後5年にわたり、250LMや330P3、330P4を含め、パイパーの緑色のフェラーリを様々なレースでドライブし、スポーツカー世界選手権で何度かポイントを獲得し、マラネロ・コンセッショネアーズチームでパイパーとコンビを組んだ。この期間には、1967年のスパ1000kmで3位、ツェルトヴェーグ500kmで2位を獲得した。アトウッドは自身をフェラーリとフォードだけのドライブに制限することはなく、ポルシェ・906、アルファロメオ・T33もドライブした。アトウッドは、GT40の後継車ながら失敗作に終わったGTモデル、フォード・P68の数少ないドライバーの一人にもなった。このマシンで1968年のニュルブルクリンク1000kmに出走したが、メカニカルトラブルによりフィニッシュすることはできなかった。
プライベーターのポルシェをドライブしていたアトウッドは、1969年のスポーツカー世界選手権で、ワークスチームのポルシェをドライブする契約を結んだ。主にイギリス人のヴィック・エルフォードと組んで参戦し、最高位はポルシェ・908でBOAC500（両ドライバーの地元ブランズ・ハッチで開催された）とワトキンスグレン6時間レースでの2度の2位だった。このシーズンの後半、アトウッドは再度象徴的なレーシングスポーツカーの開発に参加した。そのマシンとはポルシェ・917である。エルフォード/アトウッド組の917LHは1969年のル・マン24時間レースでかなりの時間をリードしたが、残り2時間の時点でギアボックストラブルに見舞われ327周でリタイヤした。

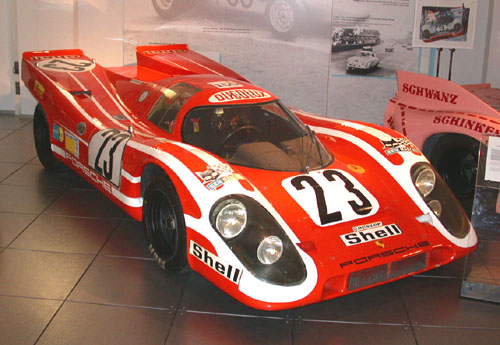
アトウッドとハンス・ヘルマンのドライブで1970年のル・マン24時間レースの勝利に向かうポルシェ・917K

アトウッドは1970年のル・マン24時間レースにも参戦し、ハンス・ヘルマンとともにポルシェ・917Kで勝利を挙げた。ヘルマンとアトウッドは同年のニュルブルクリンクでは908にマシンを戻して2位を獲得した。このコンビは、翌1971年のル・マン24時間レースではジョン・ワイヤー率いるプライベーターチームの917で2位に入った。この年はツェルトヴェーグ1000kmで勝利も挙げたが、シーズン終了後にアトウッドはモータースポーツから引退した。
1984年、アトウッドはアストンマーティン・ニムロッドのル・マンプロジェクトのために短期間の現役復帰を果たした。このプロジェクトは危機的な状況であり、同年のル・マン24時間レースをマシントラブルでリタイヤすると、アトウッドは第一線から完全に引退した。ヒストリックモータースポーツの人気が高まるとともに、アトウッドはしばしばイベントに登場するようになり、アトウッドの所有する917（スティーブ・マックイーンが栄光のル・マンで使用した車両）の展示を行うようになった。このマシンは、アトウッドのドライブで1970年のル・マン24時間レースを制した車両と同様の塗装が施された。また、アトウッドは年に一度開催されるグッドウッド・フェスティバル・オブ・スピードにもしばしば参加している。

## レース戦績

### フォーミュラ1
| 年     | 所属チーム              | シャシー  | 1   | 2       | 3      | 4       | 5       | 6      | 7       | 8      | 9      | 10    | 11  | 12  | WDC       | ポイント |
| ------ | ----------------------- | --------- | --- | ------- | ------ | ------- | ------- | ------ | ------- | ------ | ------ | ----- | --- | --- | --------- | -------- |
| 1964年 | オーウェン              | P67       | MON | NED     | BEL    | FRA     | GBR DNS | GER    | AUT     | ITA    | USA    | MEX   |     |     | NC        | 0        |
| 1965年 | ロータス/レグ・パーネル | 25        | RSA | MON Ret | BEL 14 | FRA     | GBR 13  | NED 12 | GER Ret | ITA 6  | USA 10 | MEX 6 |     |     | 16位      | 2        |
| 1967年 | クーパー                | T81B      | RSA | MON     | NED    | BEL     | FRA     | GBR    | GER     | CAN 10 | ITA    | USA   | MEX |     | NC (26位) | 0        |
| 1968年 | オーウェン              | P126      | RSA | ESP     | MON 2  | BEL Ret | NED 7   | FRA 7  | GBR Ret | GER 14 | ITA    | CAN   | USA | MEX | 13位      | 6        |
| 1969年 | ロータス                | 49B       | RSA | ESP     | MON 4  | NED     | FRA     | GBR    |         |        |        |       |     |     | 13位      | 3        |
| 1969年 | ブラバム/ウィリアムズ   | BT30 (F2) |     |         |        |         |         |        | GER 6*  | ITA    | CAN    | USA   | MEX |     | 13位      | 3        |

- 太字はポールポジション、斜字はファステストラップ。(key)
- * は1969年ドイツグランプリにおいて6位でフィニッシュしたが、アトウッドはF2のシャシーで出場していたため規定により入賞圏内でフィニッシュしたがポイントは与えられなかった。

### ル・マン24時間レース
| 年     | チーム                                   | コ・ドライバー                      | 使用車両            | クラス | 周回 | 総合順位 | クラス順位 |
| ------ | ---------------------------------------- | ----------------------------------- | ------------------- | ------ | ---- | -------- | ---------- |
| 1963年 | ローラ・カーズ Ltd.                      | デヴィッド・ホブス                  | ローラ・マーク6 GT  | P +3.0 | 151  | DNF      | DNF        |
| 1964年 | フォード・モーター・カンパニー           | ジョー・シュレッサー                | フォード・GT40      | P 5.0  | 58   | DNF      | DNF        |
| 1966年 | マラネロ コンセッショネア                | デイビット・パイパー                | フェラーリ・365 P2  | P 5.0  | 33   | DNF      | DNF        |
| 1967年 | マラネロ コンセッショネア                | ピアス・カレッジ                    | フェラーリ・412 P   | P 5.0  | 208  | DNF      | DNF        |
| 1968年 | デイビット・パイパー                     | デイビット・パイパー                | フェラーリ・275LM   | S 5.0  | 302  | 7th      | 2位        |
| 1969年 | ポルシェ システム エンジニアリング       | ヴィック・エルフォード              | ポルシェ・917LH     | S 5.0  | 327  | DNF      | DNF        |
| 1970年 | ポルシェ KG ザルツブルク                 | ハンス・ヘルマン                    | ポルシェ・917K      | S 5.0  | 343  | 1位      | 1位        |
| 1971年 | JW オートモーティブ エンジニアリング     | ヘルベルト・ミューラー              | ポルシェ・917K      | S 5.0  | 395  | 2位      | 2位        |
| 1984年 | ヴァイカウント ダウン-アストンマーティン | マイク・サーモン ジョン・シェルドン | ニムロッド・NRA/C2B | C1     | 92   | DNF      | DNF        |